# Hestra (gmina Gislaved)
Hestra – miejscowość (tätort) w Szwecji, w regionie administracyjnym (län) Jönköping, w gminie Gislaved.
Według danych Szwedzkiego Urzędu Statystycznego liczba ludności wyniosła: 1327 (31 grudnia 2015), 1374 (31 grudnia 2018) i 1387 (31 grudnia 2019).